# Terminološka diskriminacija osoba sa invaliditetom
Terminološka diskriminacija osoba sa invaliditetom je jako težak oblik diskriminacije,  jer korišćenje potpuno neadekvatnih termina može negativno da utiče na prikaz koji osobe sa invaliditetom imaju o sebi i društvu čiji su i oni punopravni članovi.  Jezik, kao odlika svake nacije ali i trenutnih društvenih tokova, menjao se kroz istorijska razdoblja i još uvek se menja, u kojima su pojedine reči gubile prvobitna značenja, a  pojmovi koje danas upotrebljavamo sve više postaju moćno sredstvo (anti)diskriminacije.  Na to ukazuje svakodnevna terminologija koja koristi pojmove: invalidna lica, osobe sa invaliditetom, osobe sa disabilitetom (invaliditet -engl. disability), osobe sa posebnim potrebama, hendikepirana lica, lica ometena u razvoju, lica sa onesposobljenošću, retardirana lica itd. Često, zavisno od izraza koji se koristi – pokazuje se i stav pojedinca ili društva prema ovim licima.
Kako je terminološka diskriminacije poprilično prisutan u svakodnevnom govoru i pri obraćanju osobama sa invaliditetom, ona može narušiti međuljudske odnose i zato je važno da zajednica prihvati  i koristi  pravilnu terminologiju (usaglašenu svakom jeziku konkretno), kada je reč o osobama sa invaliditetom.

## Preduslovi
Za razvoj savremenih shvatanja invalidnosti pre svega je bio neophodan jezik i terminologija invalidnosti u smislu snažnog uticaja na promenu razmišljanja i definisanja sistema vrednosti u nekom društvu. Promenom reči koje koristimo možemo, započeti i sa promenom shvatanja i u velikoj meri uticati na način na koji su osobe sa invaliditetom prikazane u javnosti i možemo pomoći u promeni načina na koji društvo razmišlja o invalidnosti.
U svetu, pokret osoba sa hendikepom je, nakon godina kreiranja jezika hendikepa, postigao dogovor da se na internacionalnom nivou koristi engleska reč disability (nesposobnost).
Kako u srpskom jeziku (i nekim jezicima bivše Jugoslavije) ne postoji adekvatan engl prevod reči  disability,  nijedna odgovarajuća reč, nije oslobođena negativnih konotacija (onesposobljenost, onemogućenost). Kao alternative koriste se reči hendikep i invaliditet, oko čega u pokretu osoba sa hendikepom još uvek ne postoji saglasnost.

## Polazne osnove

#### Osoba sa invaliditetom
Izraz  osoba sa invaliditetom» (za razliku od izraza  invalid ), govori o licu kod kojeg je invaliditet samo jedna od njegovih karakteristika, a nikako ne znači da je u pitanju lice, koje, u svojoj ukupnosti, manje vredi, smanjenih je potencijala, kapaciteta i

#### Osoba sa posebnimpotrebama
Osoba sa posebnim potrebama  ne znači da ta osoba zaista ima neke posebne potrebe, već ona samo u nekim slučajevima na poseban način zadovoljava potrebe koje imaju i sva ostala lica.

##### Hendikepirana osoba
Termin  hendikepirano lice  nije primeren jer može da označava svako lice koje se nalazi u bilo kom nepovoljnom položaju, a ne samo lice sa invaliditetom.

#### Retardirano lice
Izraz  retardirano lice  retko se koristi u pravnim dokumentima (obično u žargonu), jer nosi pejorativni pečat. Ovaj izraz prvi put je bio upotrebljen u Deklaraciji o pravima mentalno retardiranih osoba Ujedinjenih nacija iz 1971. godine, ali je on kasnije odbačen kao neadekvatan.

### Hendikep i invaliditet
Standardnim pravilima za izjednačavanje mogućnosti – hendikep i invaliditet, prema Standardnim pravilima ujedinjenih nacija.), navedeni pojmovi su definisani kao:
Invalidnost (eng. disability)
Invalidnost je zajednički je izraz za velik broj različitih funkcionalnih ograničenja koja se pojavljuju u svakoj populaciji svake zemlje u svetu. Ljudi mogu biti sa individualnim fizičkim, intelektualnim i čulnim oštećenjima, zdravstvenim stanjem ili mentalnom bolešću. Ovakva oštećenja, stanja ili bolesti mogu biti po svojoj prirodi nešto trajno ili prolazno.
Hendikep (eng. handicap)
Hendikep znači gubitak ili ograničenje mogućnosti učestvovanja u životu zajednice ravnopravno s ostalima. On opisuje susret osobe sa invaliditetom i njene okoline. Svrha je ovog termina naglašavanje manjkavosti u okolini i u mnogima organizovanim aktivnostima društva, na primer u informisanju, komunikaciji, obrazovanju, čime se onemogućuje ravnopravno učešće osoba s invaliditetom.

## Predlog za izmenu terminologije
| Izbegavati                                                                                | Koristiti umesto toga                                                         |
| ----------------------------------------------------------------------------------------- | ----------------------------------------------------------------------------- |
| bogalj, invalid, hendikepiran, spastičar                                                  | osoba sa invaliditetom, osoba sa hendikepom                                   |
| paraplegičar, cerebralac                                                                  | osoba sa paraplegijom, osoba sa cerebralnom paralizom                         |
| osoba sa posebnim potrebama                                                               | osoba sa invaliditetom, osoba sa hendikepom                                   |
| slep, gluv, nagluv                                                                        | osoba sa oštećenjem vida, osoba sa oštećenjem sluha, slepa osoba, gluva osoba |
| prikovan za invalidska kolica, vezan za invalidska kolica                                 | korisnik invalidskih kolica                                                   |
| mentalno hendikepiran, mentalno zaosto, mentalno retardiran, mentalno nedovoljno razvijen | osoba sa teškoćama u učenju, osoba sa intelektualnim invaliditetom            |
| telesno sposoban                                                                          | osoba bez invaliditeta                                                        |

## Literatura
- Др Предраг П. Јовановић, Заштита инвалида у радној средини Оригинални научни рад Универзитет у Новом Саду, Правни факултет у Новом Саду: стр. 931–944 364.  . doi:10.5937/zrpfns49-9756. Недостаје или је празан параметар |title= (помоћ)
- Конвенције ОУН о правима особа са инвалидитетом

## Spoljašnje veze
- Definicije invalidnosti u Engleskom jeziku (језик: енглески)